# Edificio del Instituto Profílactico de la Sífilis
El Edificio del Instituto Profílactico de la Sífilis es un edificio estatal de estilo barroco español ubicado sobre la Avenida 18 de Julio, en el barrio Cordón de Montevideo (Uruguay). Declarado Monumento Histórico Nacional, desde 1934 alberga la sede del Ministerio de Salud Pública.

## Historia

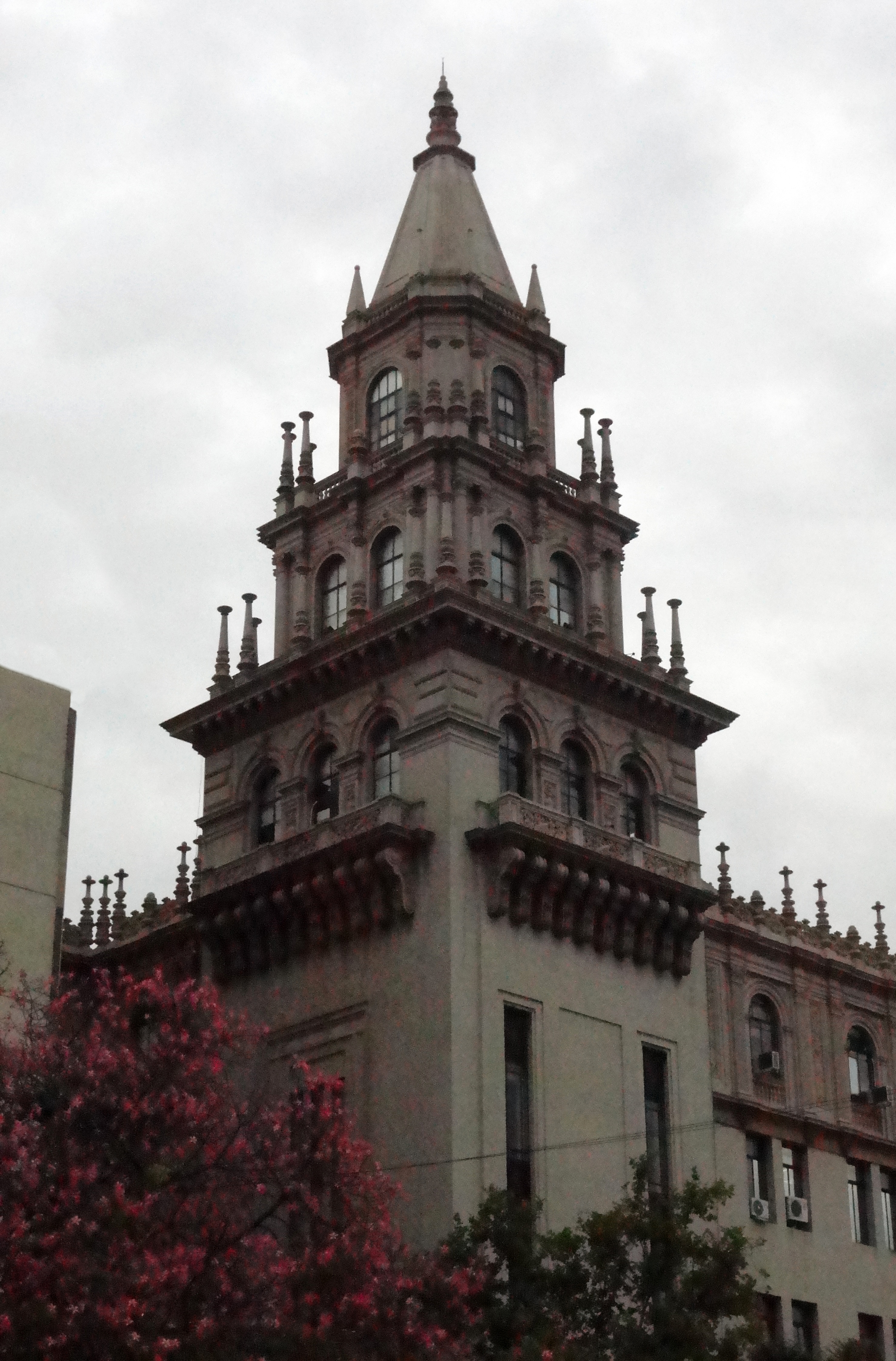

El edificio fue construido en 1925 bajo la dirección de los arquitectos Raúl Lerena y Juan Veltroni, quienes se inspiraron en un estilo barroco español. Veltroni, de origen italiano, fue responsable de importantes obras arquitectónicas de la ciudad, como la casa matriz del Banco de la República, el Hotel del Prado y la sede central de la Universidad del Trabajo del Uruguay. Originalmente estuvo destinado a albergar al entonces Instituto Profílactico de la Sífilis de Uruguay, un instituto encargado del estudio y profilaxis de la sífilis. 
El edificio se convertiría posteriormente en la sede del Consejo Nacional de Higiene, y desde 1934, con la creación del Ministerio de Salud Pública se convertiría en la sede definitiva del mismo hasta nuestros días.